# Proteopithecidae
Proteopithecidae — вимерла родина приматів, яка жила в пріабоні (пізній еоцен) і, ймовірно, на початку олігоцену. Скам'янілості, які були знайдені, знаходяться в формації Джебель Катрані в Єгипті. Наразі визнано два роди, кожен з яких має один вид, це Proteopithecus sylviae і Serapia eocaena.
Proteopithecus sylviae незвичайний тим, що має високий ступінь статевого диморфізму іклів, який невідомий у сучасних приматів подібного (відносно невеликого) розміру. Він був деревним, ймовірно, денним, ймовірно, харчувався фруктами та комахами. Він важив приблизно 250 грамів. Це був перший антропоїд еоцену, для якого були знайдені посткраніальні останки. Задні кінцівки схожі на кінцівки платіррінів і вказують на тварину, яка робила б значну кількість бігу та проноградних (на чотирьох кінцівках) стрибків.